# Idioma carijona
El idioma carijona o tsahá es una lengua caribe casi extinta. Atualmente existen en Colombia 10 hablantes que son capaces de mantener una conversación en carijona y, además, 15 hablantes pasivos que entienden la lengua y pueden traducirla al español. Viven en el Resguardo indígena Carijona de Puerto Nare, en el municipio de Miraflores (Guaviare), el corregimiento departamental de La Pedrera (Amazonas), San José del Guaviare y Villavicencio.

## Fonología
La lengua carijona registra 20 fonemas: 7 vocales y 13 consonantes.
| Vocales | Anteriores | Centrales | Posteriores |
| ------- | ---------- | --------- | ----------- |
| Altas   | i          | ɨ         | u           |
| Medias  | e          | ə         | o           |
| Bajas   |            | a         |             |
Las vocales centrales /ɨ/, /ə/ se realizan respectivamente como posteriores [ɯ], [ʌ], cuando están antecedidas por consonantes velares o por la glotal /h/. La central alta se realiza como central redondeada [ʉ] cuando está antecedida por las consonantes /b/, /m/, y /w/.
| Consonantes | Consonantes | labiales | alveolares | palatales | velares | glotales |
| ----------- | ----------- | -------- | ---------- | --------- | ------- | -------- |
| oclusivas   | sordas      |          | t          | ʧ         | k       |          |
| oclusivas   | sonoras     | b        | d          | dʒ        | ɡ       |          |
| nasales     | nasales     | m        | n          | ɲ         |         |          |
| fricativas  | fricativas  |          | s          |           |         | h        |
| aproximante | aproximante |          |            |           | w       |          |
| vibrante    | vibrante    |          | ɾ          |           |         |          |
La fricativa glotal /h/ varía libremente con la velar [x]. La vibrante simple /ɾ/ varia libremente con la retrofleja [ɽ].